# Castulo gratiosa
Castulo gratiosa är en fjärilsart som beskrevs av Walker 1864. Castulo gratiosa ingår i släktet Castulo och familjen björnspinnare. Inga underarter finns listade i Catalogue of Life.